# 佩雷拉斯
佩雷拉斯是巴西圣保罗州的一个市镇。总面积222.156平方公里，总人口7541人，人口密度33.9人/平方公里。